# Aeropuerto Internacional Gobernador Francisco Gabrielli
Aeropuerto Internacional Gobernador Francisco Gabrielli “El Plumerillo” de Mendoza, (IATA: MDZ, OACI: SAME) es el aeropuerto internacional que da servicio a la Ciudad de Mendoza. Está ubicado en el departamento Las Heras, provincia de Mendoza, Argentina. En 2017 el aeropuerto transportó 1.813.623 pasajeros, de modo que es el cuarto aeropuerto de mayor tráfico en Argentina, después de Ezeiza, Aeroparque y Córdoba.
En este aeropuerto tiene sede la Sección de Aviación de Ejército de Montaña 8 del Ejército Argentino y la IV Brigada Aérea de la Fuerza Aérea Argentina.

## Datos principales

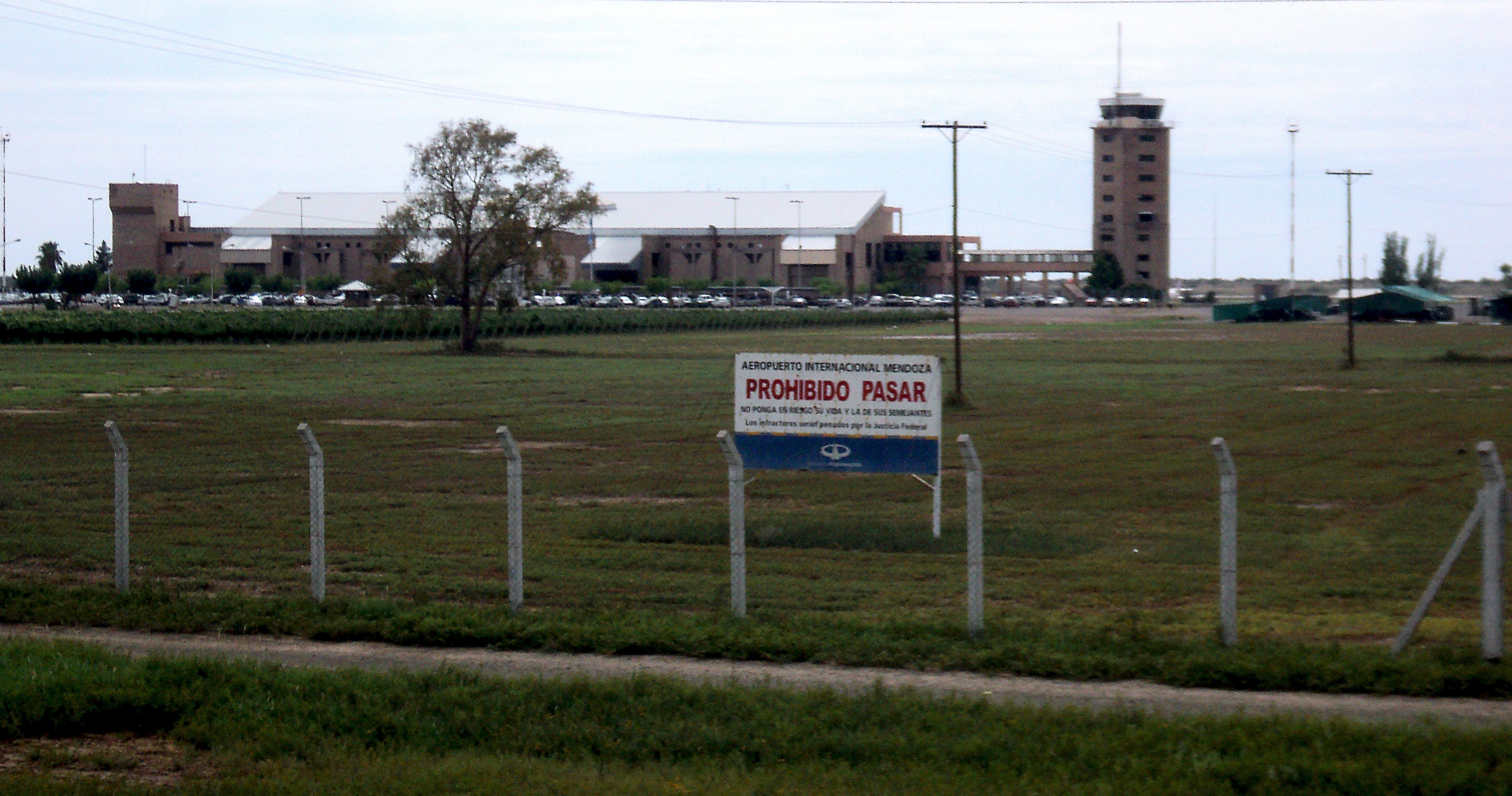
Vista general del aeropuerto.

- Concesionario: Aeropuertos Argentina 2000 S.A.
- Administrador: Claudio González
- Dirección: RN 40 s/n (ingreso frente al ex km 9), El Plumerillo, Departamento Las Heras, Provincia de Mendoza
- Ubicación: 32°49′54″S 68°47′34″O / -32.83167, -68.79278; 11 km NE MENDOZA
- Teléfono: ++54-261-520-6000
- Habilitación: Internacional
- Servicio: 24 h
- Pistas: Pista 1:18/36 2785 × 54 m Hormigón
- Superficie: 490 ha
- Aerostación: 10.600 m²[2]
- Inauguración: 10 de mayo de 1995

En la década de 1990 el entonces presidente argentino Carlos Saúl Menem lanza un programa de búsqueda de inversiones en capitales privados para modernizar el sector aeroportuario del país, hasta entonces fuertemente atrasado respecto a otros países de la región y con una infraestructura deteriorada producto de la poca inversión en infraestructura desde la década de 1980. En ese marco firma un convenio para la construcción del aeropuerto con la empresa Aeropuertos Argentina 2000, que correría íntegramente por cuenta de la empresa con un apoyo especial del Estado, al definirse como prioritaria para el desarrollo de la provincia. Inaugurándose la terminal el 10 de mayo de 1995.
El aeropuerto se encuentra ubicado a 11 kilómetros del centro de la Ciudad de Mendoza. Cuenta con una terminal de pasajeros bautizada Aero Estación Francisco Gabrielli, de 10.600 m² organizada en dos niveles. En el nivel inferior se encuentran, los mostradores de check in, oficinas de las aerolíneas, el área de recepción de valijas, un café, y algunos comercios; mientras que en la superior se encuentran oficinas administrativas y zonas de preembarque y embarque. 
Cuenta con cinco puertas de embarque, y tres mangas telescópicas o fingers. El Aeropuerto Internacional de Mendoza “El Plumerillo” fue inaugurado en 1954, pero en el emplazamiento ya existía desde 1912 un campo de aviación llamado Los Tamarindos.
Posee áreas públicas, zonas de pre-embarque de vuelos domésticos e internacionales. Debido a la nula inversión por casi dos décadas de mano de sus concesionarios, a inicios de 2013 el gobierno de la Provincia de Mendoza junto con el Gobierno Nacional inició un plan de reformas generales tendientes a reestructurar sus espacios internos, remodelar la aeroestación, agregar una manga telescópica más y reconstruir la pista de aterrizaje. En 2013 el aeropuerto transportó 1 269 289 pasajeros, de modo que es el cuarto aeropuerto de mayor tráfico en Argentina, después de Ezeiza, Aeroparque y Córdoba.
En 2014 comenzó una amplia modernización con una inversión total de 150 millones de pesos, reflejados en 12000 nuevos m² para la terminal. Finalizadas en 2014.

## Impacto Socioeconómico y Territorial del Aeropuerto
El Informe de Impacto Socioeconómico y Territorial (IISET) 2021 del Aeropuerto Internacional Gobernador Francisco Gabrielli “El Plumerillo” de Mendoza, elaborado por el ORSNA, cuantifica el aporte de la actividad aerocomercial y aeroportuaria en su área de influencia. Este estudio considera impactos directos (actividades dentro del aeropuerto), indirectos (cadena de suministro), inducidos (gasto de empleados) y catalíticos (beneficios de la conectividad aérea), así como el excedente de consumidor que captan los pasajeros.
Durante 2021, el aeropuerto movilizó 663 218 pasajeros (634 972 domésticos y 28 246 internacionales), operó 7 963 movimientos de aeronaves y gestionó 435 toneladas de carga. El impacto socioeconómico total positivo ascendió a $ 11 363 587 148, generando 9 475 puestos de trabajo directos, indirectos, inducidos y catalíticos.
Del total de ese aporte, el Producto Bruto Aeroportuario sumó 1 920 746 831 a través de tasas y servicios aeronáuticos (10 %) y actividades no aeronáuticas (90 %), mientras que el turismo receptivo generó 8 739 909 808 y el excedente del consumidor para los pasajeros alcanzó 702 930 509. En contraste, el gasto de los turistas emisivos fuera de Mendoza implicó un impacto negativo de 6 387 985 022, resultando en un saldo neto de $ 4 975 602 126 para la región.
En materia de empleo, los 9 475 puestos se desglosan en 1 008 directos (aerolíneas, handling, PSA, comercio, etc.), 1 210 indirectos (proveedores), 1 411 inducidos (consumo de empleados) y 5 846 catalíticos (turismo, inversión y productividad vinculada a la conectividad). Este dinamismo laboral refleja la relevancia del aeropuerto como motor de desarrollo territorial y cohesión económica en Cuyo.

## Tráfico y estadísticas

### El número de pasajeros
En la tabla siguiente se detalla el número de pasajeros, movimiento de aeronaves y carga en el Aeropuerto Internacional Gobernador Francisco Gabrielli, según datos del Organismo Regulador del Sistema Nacional de Aeropuertos y ANAC. 
Listado con los 11 aeropuertos argentinos que concentran el mayor tráfico de pasajeros y vuelos año 2024
1. Aeroparque Jorge Newbery (AEP)
2. Aeropuerto Internacional Ezeiza – Ministro Pistarini (EZE)
3. Aeropuerto Internacional Ingeniero Ambrosio Taravella – Córdoba (COR)
4. Aeropuerto Internacional Teniente Luis Candelaria – Bariloche (BRC)
5. Aeropuerto Internacional El Plumerillo – Mendoza (MDZ)
6. Aeropuerto Internacional Martín Miguel de Güemes – Salta (SLA)
7. Aeropuerto Internacional Malvinas Argentinas – Ushuaia (USH)
8. Aeropuerto Internacional de Puerto Iguazú – Iguazú (IGR)
9. Aeropuerto Internacional Presidente Perón – Neuquén (NQN)
10. Aeropuerto Comandante Armando Tola – El Calafate (FTE)
11. Aeropuerto Internacional Teniente General Benjamín Matienzo – Tucumán (TUC)

| \| Ejercicio \| Variación \| Total Pasajeros \| Nacionales \| Internacionales \| Operaciones Aéreas \| Carga (tons) \| \| --------- \| --------- \| --------------- \| ---------- \| --------------- \| ------------------ \| ------------ \| \| 2019 \| 14,31% \| 2.324.432 \| 1.811.912 \| 512.520 \| 20.855 \| N/D \| \| 2018 \| 12,11% \| 2.033.359 \| 1.419.717 \| 613.642 \| 19.532 \| N/D \| \| 2017 \| 58,1% \| 1.813.623 \| 1.293.849 \| 519.774 \| 20.700 \| 1.635 \| \| 2016 \| 19,11% \| 1.128.434 \| 788.492 \| 241.586 \| 13.995 \| 1.293 \| \| 2015 \| 3,29% \| 1.351.552 \| 1.041.695 \| 251.183 \| 15.700 \| 1.841 \| \| 2014 \| 3,07% \| 1.308.383 \| 981.418 \| 271.632 \| 16.183 \| 1.974 \| \| 2013 \| 6,22% \| 1.269.289 \| 904.496 \| 319.597 \| 16.892 \| 2.367 \| \| 2012 \| 10,89% \| 1.194.904 \| 836.784 \| 310.813 \| 17.209 \| 2.336 \| \| 2011 \| 10,30% \| 1.077.519 \| 772.679 \| 277.931 \| 15.737 \| 2.250 \| \| 2010 \| 13,72% \| 976.889 \| 726.584 \| 224.661 \| 13.688 \| 4.233 \| \| 2009 \| 10,10% \| 858.984 \| 665.989 \| 181.757 \| 12.354 \| 2.759 \| \| 2008 \| 11,61% \| 780.164 \| 618.160 \| 147.460 \| 12.017 \| 3.436 \| \| 2007 \| 6,66% \| 698.963 \| 545.917 \| 143.534 \| 10.625 \| 3.364 \| \| 2006 \| 0,43% \| 655.318 \| 529.830 \| 115.717 \| 12.586 \| 3.054 \| \| 2005 \| 10,20% \| 652.504 \| 531.159 \| 115.373 \| 14.938 \| 2.645 \| \| 2004 \| 0,43% \| 592.083 \| 482.161 \| 105.740 \| 14.319 \| 2.244 \| \| 2003 \| 2,04% \| 594.610 \| 456.786 \| 95.987 \| 14.539 \| 2.377 \| \| 2002 \| 7,26% \| 606.959 \| 455.872 \| 90.526 \| 17.998 \| 2.428 \| \| 2001 \| N/A \| 654.416 \| 505.834 \| 113.066 \| 19.057 \| 4.059 \| |           |                 |            |                 |                    |              |
| Ejercicio | Variación | Total Pasajeros | Nacionales | Internacionales | Operaciones Aéreas | Carga (tons) |
| 2019 | 14,31%    | 2.324.432       | 1.811.912  | 512.520         | 20.855             | N/D          |
| 2018 | 12,11%    | 2.033.359       | 1.419.717  | 613.642         | 19.532             | N/D          |
| 2017 | 58,1%     | 1.813.623       | 1.293.849  | 519.774         | 20.700             | 1.635        |
| 2016 | 19,11%    | 1.128.434       | 788.492    | 241.586         | 13.995             | 1.293        |
| 2015 | 3,29%     | 1.351.552       | 1.041.695  | 251.183         | 15.700             | 1.841        |
| 2014 | 3,07%     | 1.308.383       | 981.418    | 271.632         | 16.183             | 1.974        |
| 2013 | 6,22%     | 1.269.289       | 904.496    | 319.597         | 16.892             | 2.367        |
| 2012 | 10,89%    | 1.194.904       | 836.784    | 310.813         | 17.209             | 2.336        |
| 2011 | 10,30%    | 1.077.519       | 772.679    | 277.931         | 15.737             | 2.250        |
| 2010 | 13,72%    | 976.889         | 726.584    | 224.661         | 13.688             | 4.233        |
| 2009 | 10,10%    | 858.984         | 665.989    | 181.757         | 12.354             | 2.759        |
| 2008 | 11,61%    | 780.164         | 618.160    | 147.460         | 12.017             | 3.436        |
| 2007 | 6,66%     | 698.963         | 545.917    | 143.534         | 10.625             | 3.364        |
| 2006 | 0,43%     | 655.318         | 529.830    | 115.717         | 12.586             | 3.054        |
| 2005 | 10,20%    | 652.504         | 531.159    | 115.373         | 14.938             | 2.645        |
| 2004 | 0,43%     | 592.083         | 482.161    | 105.740         | 14.319             | 2.244        |
| 2003 | 2,04%     | 594.610         | 456.786    | 95.987          | 14.539             | 2.377        |
| 2002 | 7,26%     | 606.959         | 455.872    | 90.526          | 17.998             | 2.428        |
| 2001 | N/A       | 654.416         | 505.834    | 113.066         | 19.057             | 4.059        |

| Ranking | Ciudad                               | Pasajeros (2017) | Pasajeros (2018) | Pasajeros (2019) | Variación | Aerolíneas |
| ------- | ------------------------------------ | ---------------- | ---------------- | ---------------- | --------- | --- |
| 1       | Buenos Aires (Aeroparque), Argentina | 877.534          | 868.223          | 1.114.507        | +28,37    | Aerolíneas Argentinas, Andes (Finalizó en marzo de 2019), Austral Líneas Aéreas, LATAM Argentina (Cesó operaciones en junio de 2020), Norwegian Argentina |
| 2       | El Palomar, Argentina                | N/D              | 69.215           | 163.912          | +136,82   | FlyBondi, JetSmart AR |
| 3       | Buenos Aires (Ezeiza), Argentina     | 115.900          | 126.702          | 143.668          | +13,39    | Austral Líneas Aéreas |
| 4       | Córdoba, Argentina                   | 120.043          | 167.691          | 137.945          | -17,74    | Austral Líneas Aéreas, Flybondi (Finalizó en abril de 2019)                                                                                               |
| 5       | Neuquén, Argentina                   | 51.915           | 50.437           | 59.435           | +17,84    | Austral Líneas Aéreas, American Jet, Flybondi (Finalizó en agosto de 2019), JetSmart AR (Finalizó en septiembre de 2019)                                  |
| 6       | Salta, Argentina                     | 19.234           | 20.590           | 41.507           | +101,59   | Austral Líneas Aéreas, JetSmart AR |
| 7       | Comodoro Rivadavia, Argentina        | N/D              | 21.324           | 32.355           | +51,73    | Austral Líneas Aéreas |
| 8       | Rosario, Argentina                   | 30.231           | 28.248           | 30.371           | +7,52     | Austral Líneas Aéreas, JetSMART AR |
| 9       | Bariloche, Argentina                 | 2.226            | 22.310           | 25.245           | +13,16    | FlyBondi (Finalizó en abril de 2019), JetSmart AR |
| 10      | Iguazú, Argentina                    | N/D              | 20.176           | 24.495           | +21,41    | Austral Líneas Aéreas (Vía SLA), FlyBondi (Finalizó en septiembre de 2019), JetSMART AR                                                                   |
| 11      | San Miguel de Tucumán, Argentina     | s/d              | s/d              | 8.766            | Nuevo     | Jetmart AR (Finalizó en septiembre de 2019) |
| 12      | Mar del Plata, Argentina             | 4.922            | 6.461            | 6.427            | -0,53     | Austral Líneas Aéreas |

| Ranking | Ciudad                        | Pasajeros (2017) | Pasajeros (2018) | Pasajeros (2019) | Variación | Aerolíneas                                                                                          |
| ------- | ----------------------------- | ---------------- | ---------------- | ---------------- | --------- | --------------------------------------------------------------------------------------------------- |
| 1       | Santiago de Chile, Chile      | 423.643          | 376.659          | 305.552          | -18,18    | JetSmart CH (Finalizó en marzo de 2019), LATAM Brasil, LATAM Chile, Sky Airline                     |
| 2       | São Paulo (Guarulhos), Brasil | 29.841           | 62.443           | 78.879           | +26,32    | GOL, LATAM Brasil                                                                                   |
| 3       | Lima, Perú                    | 50.421           | 107.600          | 65.408           | -39,21    | Avianca Perú (Finalizó en febrero de 2019), LATAM Argentina (Finalizó en marzo de 2019), LATAM Perú |
| 4       | Ciudad de Panamá, Panamá      | 6.515            | 62.230           | 57.460           | -7,67     | Copa Airlines                                                                                       |
| 5       | La Serena, Chile              | s/d              | 579              | 2.990            | +416      | Jetsmart CL                                                                                         |
| 6       | Río de Janeiro, Brasil        | 3.438            | 2.580            | 1.495            | -42       | GOL                                                                                                 |
| 6       | Florianópolis, Brasil         | 2.046            | 1.287            | s/d              |           | Austral Líneas Aéreas                                                                               |

### Cuota de mercado
| Ranking | Aerolíneas               | Pasajeros | Cuota  |
| ------- | ------------------------ | --------- | ------ |
| 1       | Aerolíneas Argentinas    | 890.352   | 38,20% |
| 2       | LATAM Group              | 636.815   | 27,30% |
| 3       | Norwegian Air Argentina  | 311.102   | 13,40% |
| 4       | Flybondi                 | 148.445   | 6,40%  |
| 5       | JetSMART AR, JetSMART CL | 133.101   | 5,70%  |
| 6       | Sky Airline              | 69.988    | 3,00%  |
| 7       | Copa Airlines            | 58.254    | 2,50%  |
| 8       | Gol Linhas Aéreas        | 37.835    | 1,60%  |
| 9       | Andes Líneas Aéreas      | 15.962    | 0,70%  |
| 10      | Avianca                  | 11.622    | 0,50%  |
| 11      | American Jet             | 7.375     | 0,30%  |

## Medios de transporte

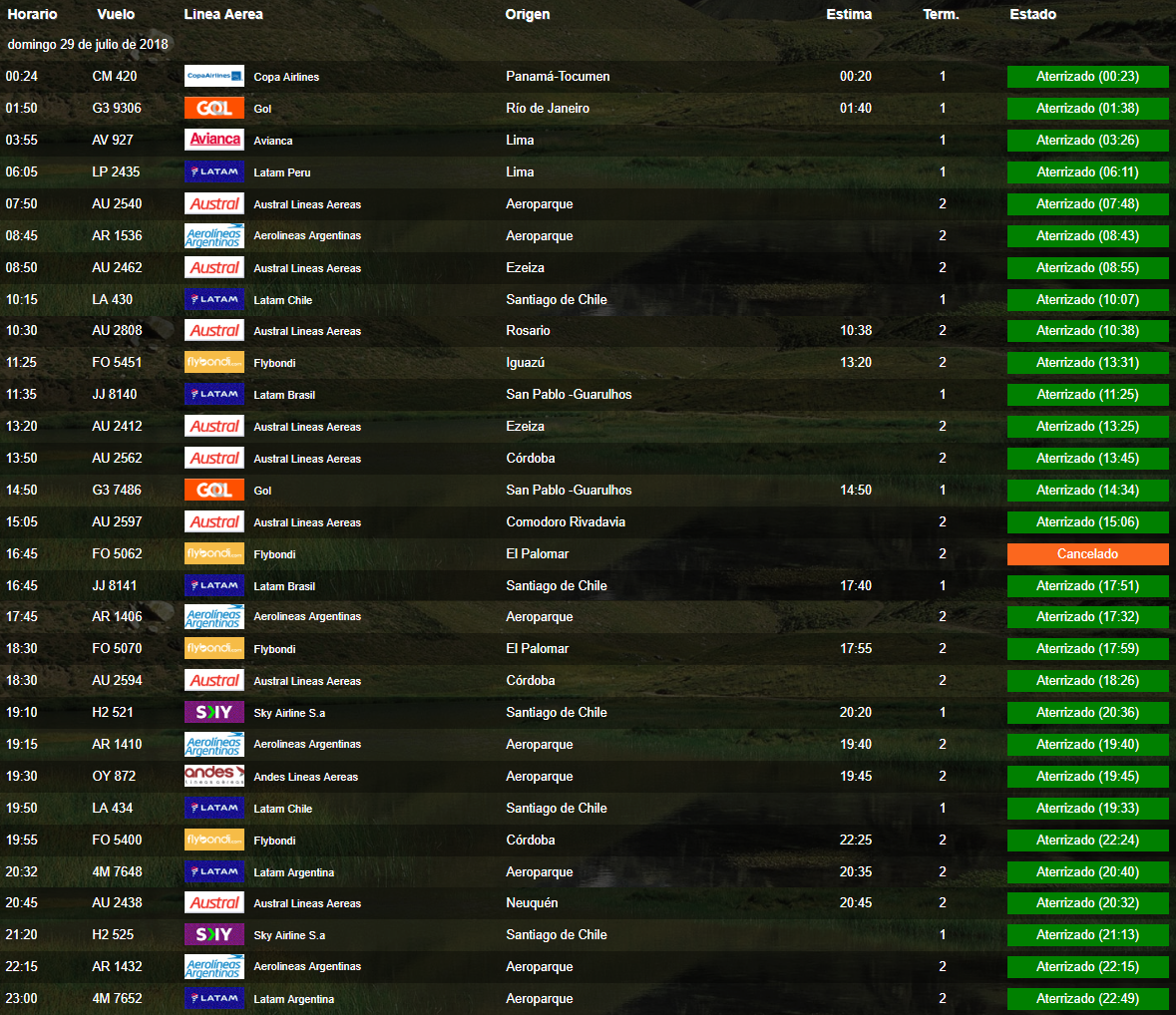
Día en el que se pueden apreciar los vuelos de absolutamente todas las aerolíneas nacionales e internacionales que operan en Mendoza, julio de 2018

- Día en el que se pueden apreciar los vuelos de absolutamente todas las aerolíneas nacionales e internacionales que operan en Mendoza, julio de 2018Colectivos urbanos: Grupo 600, líneas 675 y 680

Grupo 900, línea 965
- Taxis: los habilitados por la Dirección de Transporte de la Provincia de Mendoza
- Remises: Empresas habilitadas con puestos dentro de la aeroestación.
- Distancia al centro de la ciudad: 11 km
- Teléfonos públicos: SI
- Cabinas en locutorios: SI
- Cibercafés (con internet): SI
- Acceso Internet Wi-Fi: SI
- Total posiciones de estacionamiento: 749
- Posiciones para discapacitados: 4
- Tiempo de acceso (en automóvil) desde/hacia el centro de la ciudad: 15 min

## Aerolíneas y destinos
| Aerolineas Argentinas 10 destinos           | Nacionales (9): Buenos Aires-AEP / Buenos Aires-EZE / Comodoro Rivadavia (via NQN) / Córdoba / Mar del Plata (Estacional) / Neuquén / Rosario / Salta / San Carlos de Bariloche Internacionales (1): Santiago de Chile |
| Flybondi 2 destinos                         | Nacionales (2): Buenos Aires-AEP / Buenos Aires-EZE |
| JetSMART Argentina 4 destinos               | Nacionales (4): Buenos Aires-AEP / Buenos Aires-EZE / Salta / San Carlos de Bariloche |
| Copa Airlines 1 destino                     | Internacional (1): Ciudad de Panamá |
| Gol Linhas Aéreas 1 destino                 | Internacional (1): São Paulo |
| LATAM Brasil 1 destino                      | Internacional (1): São Paulo |
| LATAM Chile 1 destino                       | Internacional (1): Santiago de Chile |
| LATAM Perú 1 destino                        | Internacional (1): Lima |
| JetSmart 2 destinos                         | Internacionales (2): Rio de Janeiro / Santiago de Chile |
| Paranair 1 destino                          | Internacional (1): Asunción |
| Sky Airline 1 destino                       | Internacional (1): Santiago de Chile |
| Total: 15 destinos, 5 países, 11 aerolíneas | |

| Aeronaves Utilizadas Regularmente | Aeronaves Utilizadas Regularmente | Aeronaves Utilizadas Regularmente | Aeronaves Utilizadas Regularmente |
| --- | --------------------------------- | --------------------------------- | --------------------------------- |
| \| Aerolíneas \| Aeronaves \| Fotos \| \| --------------------- \| -------------------------------- \| -------------------- \| \| Aerolíneas Argentinas \| B737-700, B737-800, E190 AR \| B737-700, B737-800 \| \| American Jet \| ATR 42-300, Fairchild Metroliner \| Fairchild Metroliner \| \| Copa Airlines \| B737-800 \| \| \| Flybondi \| B737-800 \| B737-800 \| \| Gol Linhas Aéreas \| B737-800, Boeing 737 MAX 8 \| \| \| JetSmart Argentina \| A320-200 \| \| \| LATAM Airlines \| A320-200, A321-200 \| A320-200 \| \| LATAM Perú \| A319-100, A320 \| \| \| Paranair \| CRJ-200 \| \| \| Sky Airline \| A320neo \| A320neo \| |                                   |                                   |                                   |
| Aerolíneas | Aeronaves                         | Fotos                             |                                   |
| Aerolíneas Argentinas | B737-700, B737-800, E190 AR       | B737-700, B737-800                |                                   |
| American Jet | ATR 42-300, Fairchild Metroliner  | Fairchild Metroliner              |                                   |
| Copa Airlines | B737-800                          |                                   |                                   |
| Flybondi | B737-800                          | B737-800                          |                                   |
| Gol Linhas Aéreas | B737-800, Boeing 737 MAX 8        |                                   |                                   |
| JetSmart Argentina | A320-200                          |                                   |                                   |
| LATAM Airlines | A320-200, A321-200                | A320-200                          |                                   |
| LATAM Perú | A319-100, A320                    |                                   |                                   |
| Paranair | CRJ-200                           |                                   |                                   |
| Sky Airline | A320neo                           | A320neo                           |                                   |

### Vuelos Nacionales
Rutas nacionales a agosto de 2025.
| Destinos regulares      | Nombre del aeropuerto                                 | Aerolíneas                                            | Aeronaves                            | Frecuencias por semana |
| Argentina               | Argentina                                             | Argentina                                             | Argentina                            | Argentina              |
| ----------------------- | ----------------------------------------------------- | ----------------------------------------------------- | ------------------------------------ | ---------------------- |
| Buenos Aires            | Aeroparque Jorge Newbery                              | Aerolíneas Argentinas / Flybondi / JetSMART Argentina | E190, B737, B738, B38M / B738 / A320 | 82                     |
| Buenos Aires            | Aeropuerto Internacional Ministro Pistarini           | Aerolíneas Argentinas / Flybondi / JetSMART Argentina | E190, B737, B738, B38M / B738 / A320 | 13                     |
| Comodoro Rivadavia      | Aeropuerto Internacional General Enrique Mosconi      | Aerolíneas Argentinas (Vía NQN)                       | E190AR                               | 7                      |
| Córdoba                 | Aeropuerto Internacional Ingeniero Ambrosio Taravella | Aerolíneas Argentinas                                 | E190                                 | 15                     |
| Mar del Plata           | Aeropuerto Internacional Astor Piazzolla              | Aerolíneas Argentinas                                 | E190                                 | 2                      |
| Neuquén                 | Aeropuerto Internacional Presidente Perón             | Aerolíneas Argentinas                                 | E190                                 | 6                      |
| Rosario                 | Aeropuerto Internacional Rosario Islas Malvinas       | Aerolíneas Argentinas                                 | E190                                 | 3                      |
| Salta                   | Aeropuerto Internacional Martín Miguel de Güemes      | Aerolíneas Argentinas / JetSMART Argentina            | E190 / A320                          | 7                      |
| San Carlos de Bariloche | Aeropuerto Internacional Teniente Luis Candelaria     | Aerolíneas Argentinas / JetSMART Argentina            | B738 / A320                          | 7                      |

### Destinos internacionales
Rutas internacionales a agosto de 2025.
| Ciudades por países                       | Nombre del aeropuerto                           | Aerolíneas                                                       | Aeronave                          | Frecuencias por semana |
| Centroamérica                             | Centroamérica                                   | Centroamérica                                                    | Centroamérica                     | Centroamérica          |
| ----------------------------------------- | ----------------------------------------------- | ---------------------------------------------------------------- | --------------------------------- | ---------------------- |
| Panamá                                    |                                                 |                                                                  |                                   |                        |
| Ciudad de Panamá                          | Aeropuerto Internacional Tocumen                | Copa Airlines                                                    | B738                              | 5                      |
| Suramérica                                |                                                 |                                                                  |                                   |                        |
| Brasil                                    |                                                 |                                                                  |                                   |                        |
| Campinas                                  | Aeropuerto Internacional de Campinas            | Azul Linhas Aéreas (Estacional) (Inicia el 17 de junio del 2025) | A320N                             | 3                      |
| Rio de Janeiro                            | Aeropuerto Internacional de Galeão              | JetSmart                                                         | A320N                             | 2                      |
| São Paulo                                 | Aeropuerto Internacional de São Paulo-Guarulhos | Gol Linhas Aéreas / LATAM Brasil                                 | B38M / A320                       | 10                     |
| Chile                                     |                                                 |                                                                  |                                   |                        |
| Santiago de Chile                         | Aeropuerto Internacional Arturo Merino Benítez  | Aerolíneas Argentinas / LATAM Chile / JetSmart / Sky Airline     | E190 / A320, A321 / A320N / A320N | 22                     |
| Perú                                      |                                                 |                                                                  |                                   |                        |
| Lima                                      | Aeropuerto Internacional Jorge Chávez           | LATAM Perú                                                       | A319, A320                        | 5                      |
| Total: 6 destinos, 4 países, 9 aerolíneas |                                                 |                                                                  |                                   |                        |

### Destinos Cesados

#### Aerolíneas Extintas
- ALTA: Salta, San Fernando del Valle de Catamarca, San Juan, San Miguel de Tucumán.
- Andesmar Líneas Aéreas: Córdoba, Salta, San Fernando del Valle de Catamarca, San Miguel de Tucumán.
- Avianca Perú: Lima.
- Dinar Líneas Aéreas: Buenos Aires (Aeroparque).
- Inter Austral: Córdoba, San Juan.
- Kaiken Líneas Aéreas: Neuquén.
- LAFSA: Buenos Aires (Aeroparque).
- Latin American Wings: Santiago de Chile.
- LAPA: Buenos Aires (Aeroparque), Córdoba, San Juan
- LATAM Argentina: San Juan, Santiago de Chile, Buenos Aires (Aeroparque).
- Norwegian Air Argentina: Buenos Aires (Aeroparque).
- Sol Líneas Aéreas: Comodoro Rivadavia, Córdoba, Neuquén, Rosario.
- Southern Winds: Buenos Aires (Aeroparque), Córdoba Malargue.
- TAN: Chos Malal, Neuquén
- Uair: Córdoba, Montevideo (Uruguay).

#### Aerolíneas Operativas
- Andes Líneas Aéreas: Buenos Aires (Aeroparque).
- Aerolíneas Argentinas / Austral Líneas Aéreas: Florianópolis (Brasil), Río de Janeiro (Brasil), San Carlos de Bariloche, San Rafael.
- Flybondi: Córdoba, Neuquén, Puerto Iguazú, San Carlos de Bariloche
- Gol Linhas Aéreas: Río de Janeiro (Brasil).
- Jetsmart: La Serena
- JetSMART Argentina: Neuquén, San Miguel de Tucumán.